# Этазета
Этазета (др.-греч. Ἐταζέτα) — царица Вифинии в III веке до н. э.

## Биография
После трагической смерти своей первой супруги Дитизелы Никомед I взял в жёны Этазету. По свидетельству Мемнона Гераклейского, старший сын царя Зиаил ещё при жизни отца был вынужден покинуть страну из-за «козней» своей мачехи. Наследниками были объявлены дети Этазеты. А так как они «ещё были малы», то их опекунами были объявлены Птолемей, Антигон, а также «демос византийцев, гераклеотов и кианийцев».
Зиаил нашёл убежище в Армении. Как считает О. Л. Габелко, Зиаил не смог найти поддержки ни в Понте, ни в Каппадокии, так как правители этих соседних государств сочли целесообразным не вмешиваться на данном этапе во внутривифинские междоусобицы. Армянские же цари проводили активную внешнюю политику и были заинтересованы в расширении своего влияния на западе.
После смерти отца, произошедшей в 255 году до н. э., Зиаил нанял галатов и вторгся в Вифинию. Финансовую и организационную помощь ему, по мнению Балахванцева А. С., оказал сирийский царь Антиох II. Старшему сыну Никомеда противостояли сторонники детей Этазеты, которым оказали вооружённую помощь «названные выше опекуны». Сама царица была «выдана вифинами замуж» за брата умершего Никомеда. После «многих битв и перемен» стороны заключили около 254—253 годов до н. э. мирный договор. По всей видимости, территория страны была разделена. Однако через некоторое время, вероятно в 250—249 годах до н. э., Зиаил смог стать единовластным правителем Вифинии и расправиться со своими врагами, среди которых могла быть и Этазета.